# Nana Mizuki
Nana Mizuki (水樹奈々, Mizuki Nana, nascuda com Nana Kondō) és una cantant i seiyū japonesa nascuda a Niihama, prefectura d'Ehime, el 21 de gener de 1980. Debutà l'any 1997 i des de llavors ha tret més de 30 singles i ha participat en nombrosos animes i videojocs com a actriu de veu. La seua agència de veu és Sigma Seven i el segell discogràfic al qual pertany és King Records. És coneguda per interpretar el paper d'Hinata Hyuga a l'anime Naruto. A més d'això, també ha participat en Mahō Shōjo Lyrical Nanoha com a Fate Testarossa, en Basilisk com a Oboro i en Shugo Chara! com a Utau Hoshina, entre d'altres, aconseguint així un gran èxit en el món de les seiyus. A més, també és compositora, lletrista i ambaixadora turística de la seua ciutat natal. El seu tipus de veu és Mezzo-soprano i el seu rang vocal és de 6 octaves.

## Biografia

### Personal concertsEdit
- 2001: Nana Mizuki X'mas Live "Supersonic Girl"
- 2003: Nana Mizuki Live Attraction
- 2003: Nana Mizuki Live Sensation Zepp Side/Hall Side
- 2003-2004: Nana Mizuki Live Skipper Countdown
- 2004: Nana Mizuki Live Spark
- 2004: Nana Mizuki 20th Birthday Anniversary Live
- 2004-2005: Nana Mizuki Live Rainbow
- 2005: Nana Mizuki Live Rocket
- 2005: Nana Mizuki 21 Anniversary Concert "Happy"
- 2006: Nana Mizuki Livedom -Birth-
- 2006: Nana Mizuki Live Universe
- 2007: Nana Mizuki Live Museum 2007
- 2007: Nana Summer Festa 2007
- 2007-2008: Nana Mizuki Live Formula 2007-2008
- 2008: Nana Mizuki Live Fighter 2008 Blue Side/Red Side
- 2009: Nana Mizuki Live Fever 2009
- 2009: Nana Mizuki Live Diamond 2009
- 2010: Nana Mizuki Live Academy 2010
- 2010: Nana Mizuki Live Games 2010 Red/Blue stage
- 2011: Nana Mizuki Live Grace 2011 -Orchestra-
- 2011: Nana Mizuki Live Journey 2011
- 2011: Nana Mizuki Live Castle 2011 Queen's Night/King's Night
- 2012: Nana Mizuki Live Union 2012
- 2013: Nana Mizuki Live Grace 2013 -Opus II-
- 2013: Nana Mizuki Live Circus 2013
- 2014: Nana Winter Festa 2014
- 2014: Nana Mizuki Live Flight 2014
- 2015: Nana Mizuki Live Theater 2015 -Acoustic-
- 2015: Nana Mizuki Live Adventure 2015
- 2016: Nana Mizuki Live Galaxy 2016
- 2016: Nana Mizuki Live Park 2016
- 2017: Nana Mizuki Live Zipangu 2017
- 2018: Nana Mizuki Live Gate 2018
- 2018: Nana Mizuki Live Island 2018
- 2019: Nana Mizuki Live Grace 2019 -Opus III-
- 2019: Nana Mizuki Live Express 2019
- 2020: Nana Mizuki Live Runner 2020 (Canceled)

### Other concertsEdit
- 2001: Happy Lesson Concert
- 2001: Memories Off 1st Concert
- 2003: Memories Off 2nd Concert
- 2005: Animelo Summer Live 2005
- 2006: Animelo Summer Live 2006
- 2007: Animelo Summer Live 2007
- 2008: Animelo Summer Live 2008
- 2009: Animelo Summer Live 2009
- 2010: Animelo Summer Live 2010
- 2011: Hibari 7 Days
- 2011: Animelo Summer Live 2011
- 2011: Clamp Festival 2011 Tokyo
- 2012: Heian Jingu Hounou Kouen ~Sougetsu no Utage~
- 2012: Symphogear Live 2012
- 2013: Animelo Summer Live 2013
- 2013: Inazuma Rock Fes 2013
- 2013: Anime Festival Asia 2013
- 2013: Symphogear Live 2013
- 2014: Gold Disc Festival
- 2014: Animelo Summer Live 2014
- 2015: King Super Live 2015
- 2015: Big Aquaplus Festival -20th Anniversary-
- 2016: Symphogear Live 2016
- 2016: Super Robot Wars Hagane no Kanshasai 2016
- 2016: MBS presents "Watashi dake no Dorikamu – The Live in Banpaku Koen"
- 2016: MTV Unplugged: Nana Mizuki
- 2017: Izumo Taisha Go Hounou Kouen ~Gekka no Utage~
- 2017: Suga Shikao 20th Anniversary "Suga Fes! ~20 Nen ni Ichido no Miracle Fes~"
- 2017: T.M.R. Live Revolution'17 -20th Anniversary Final-
- 2017: Animelo Summer Live 2017
- 2018: Symphogear Live 2018
- 2018: King Super Live 2018
- 2019: PreCure 15th Anniversary Live ~15☆Dreams Come True!~
- 2019: Nana Music Laboratory 2019 ~Nana Labo~
- 2020: Symphogear Live 2020

### Musical TheatreEdit
- 2017: Beautiful: The Carole King Musical (as Carole King)

### TV ShowEdit
- 2010: Dai 61 kai NHK kôhaku uta gassen (TV Special)
- 2011: Dai 61 kai NHK kôhaku uta gassen (TV Special)
- 2012: 2012 FNS Kayôsai (TV Special)
- 2012: The 63rd Annual NHK kôhaku uta gassen (TV Special)
- 2012: Music Fair (TV Series)
- 2013: 2013 FNS Kayôsai (TV Special)
- 2014: The 65th Annual NHK kôhaku uta gassen (TV Special)
- 2015: Kon'yamo nama de Sada Masashi: Nihon isshuu tassei daikanshasai (TV Movie)
- 2015: Entertainment Nippon (TV Series documentary)
- 2015: Rekishi hiwa hisutoria (TV Series documentary)
- 2015: Sôkai jôhô variety Sukkiri!! (TV Series)
- 2015: FNS Music Festival: Part 1 (TV Special)
- 2015: FNS Music Festival: Part 2 (TV Special)
- 2016: Mizuki Nana Special ~ Neogene Creation (guest: Shikao Suga) (Spaceshower TV special)
- 2017: NHK Kayou Charity Concert 4/2017 (TV Special)
- 2017: Ongaku no Hi (TV Special)
- 2017: NICO LIVE DESTINY'S PRELUDE/TESTAMENT
- 2017: NANA MIZUKI PREMIUM LIVE SELECTION @ WAKUWAKU JAPAN

## Filmografia

### Anime
| Any     | Títol                                   | Rol                                             | Notes                                                   | Fonts   |
| ------- | --------------------------------------- | ----------------------------------------------- | ------------------------------------------------------- | ------- |
| 1998    | Flint the Time Detective                | Yamato Sora                                     |                                                         | [ 1 ]   |
| 1999    | Shin Hakkenden                          | Saya                                            |                                                         | [ 2 ]   |
| 2000    | Love Hina                               | Nyamo Namo                                      |                                                         | [ 3 ]   |
| 2001    | Shaman King                             | Tamao Tamamura                                  |                                                         | [ 4 ]   |
| 2001    | Sister Princess                         | Aria                                            |                                                         | [ 5 ]   |
| 2002    | HAPPY★LESSON THE TV                     | Minazuki Rokumatsuri                            |                                                         | [ 6 ]   |
| 2002    | Naruto                                  | Hinata Hyūga                                    |                                                         | [ 7 ]   |
| 2002    | Samurai Deeper Kyo                      | Mika                                            |                                                         | [ 8 ]   |
| 2002    | Seven of Seven                          | Nana Suzuki                                     |                                                         | [ 9 ]   |
| 2002    | Tenchi Muyo! GXP                        | Neju Na Melmas                                  |                                                         | [ 10 ]  |
| 2002    | Princess Tutu                           | Rue Kuroha / Princess Kraehe                    |                                                         | [ 11 ]  |
| 2002    | Sister Princess: Re Pure                | Aria                                            |                                                         | [ 12 ]  |
| 2002    | Gravion                                 | Marinia                                         |                                                         | [ 13 ]  |
| 2003    | Ninja Scroll: The Series                | Yayoi                                           |                                                         | [ 14 ]  |
| 2003    | HAPPY★LESSON ADVANCE                    | Minazuki Rokumatsuri                            |                                                         | [ 15 ]  |
| 2003    | Fullmetal Alchemist                     | Wrath                                           |                                                         | [ 16 ]  |
| 2003    | Bottle Fairy                            | Kururu                                          |                                                         | [ 17 ]  |
| 2003    | F-Zero Falcon Legend                    | Lucy Liberty                                    |                                                         | [ 18 ]  |
| 2004    | Ragnarok the Animation                  | Yufa                                            |                                                         | [ 19 ]  |
| 2004    | Gravion Zwei                            | Marinia                                         |                                                         | [ 20 ]  |
| 2004    | Kaiketsu Zorori                         | Maruchiinu                                      |                                                         | [ 21 ]  |
| 2004    | Paranoia Agent                          | Taeko Hirukawa                                  |                                                         | [ 22 ]  |
| 2004    | Ninja Nonsense                          | Shinobu                                         |                                                         | [ 23 ]  |
| 2004    | Magical Girl Lyrical Nanoha             | Fate Testarossa                                 |                                                         | [ 24 ]  |
| 2004    | Tactics                                 | Suzu Edogawa                                    |                                                         | [ 25 ]  |
| 2004    | Yakitate!! Japan                        | Sophie Balzac Kirisaki                          |                                                         | [ 26 ]  |
| 2005    | Ichigo 100%                             | Yui Minamito                                    |                                                         | [ 27 ]  |
| 2005    | Koi Koi Seven                           | Yayoi Asuka                                     |                                                         | [ 28 ]  |
| 2005    | Elemental Gelade                        | Cisqua                                          |                                                         | [ 29 ]  |
| 2005    | Magical Canan                           | Sayaka Mizushiro                                |                                                         | [ 30 ]  |
| 2005    | Majime ni Fumajime: Kaiketsu Zorori     | Maruchiinu                                      |                                                         | [ 31 ]  |
| 2005    | Basilisk                                | Oboro                                           |                                                         | [ 32 ]  |
| 2005    | Guyver: The Bioboosted Armor            | Mizuki Segawa                                   |                                                         | [ 33 ]  |
| 2005    | Magical Girl Lyrical Nanoha A's         | Fate Testarossa, Alicia Testarossa              |                                                         | [ 34 ]  |
| 2005    | Ah My Buddha                            | Ayako                                           |                                                         |         |
| 2005    | Canvas 2: Niji Iro no Sketch            | Ruriko Misono                                   |                                                         | [ 35 ]  |
| 2005    | Hell Girl                               | Tsugumi Shibata                                 |                                                         | [ 36 ]  |
| 2006    | Kagihime Monogatari Eikyū Alice Rondo   | Akane Akatsuki                                  | Episodi 4                                               | [ 37 ]  |
| 2006    | Yoshinaga-san Chi no Gargoyle           | Lili Hamilton                                   |                                                         | [ 38 ]  |
| 2006    | Kiba                                    | Roya                                            |                                                         | [ 39 ]  |
| 2006    | Simoun                                  | Morinas                                         |                                                         | [ 40 ]  |
| 2006    | Inukami!                                | Kei Shindou                                     |                                                         | [ 41 ]  |
| 2006    | Witchblade                              | Maria                                           |                                                         | [ 42 ]  |
| 2006    | Jyu Oh Sei                              | Tiz                                             |                                                         | [ 43 ]  |
| 2006    | Tsuyokiss Cool×Sweet                    | Sunao Konoe                                     |                                                         | [ 44 ]  |
| 2006    | Hell Girl: Two Mirrors                  | Tsugumi Shibata                                 | Segona temporada                                        | [ 45 ]  |
| 2007    | Naruto: Shippūden                       | Hinata Hyūga                                    |                                                         | [ 46 ]  |
| 2007    | Magical Girl Lyrical Nanoha Strikers    | Fate T. Harlaown                                |                                                         | [ 47 ]  |
| 2007    | Shinkyoku Sōkai Polyphonica             | Yugiri Perserte                                 |                                                         | [ 48 ]  |
| 2007    | Engage Planet Kiss Dum                  | Yuno Rukina                                     |                                                         | [ 49 ]  |
| 2007    | Claymore                                | Riful                                           |                                                         | [ 50 ]  |
| 2007    | Darker than Black                       | Misaki Kirihara                                 |                                                         | [ 51 ]  |
| 2007    | Shining Tears X Wind                    | Kanon Seena                                     |                                                         | [ 52 ]  |
| 2007    | Mokke                                   | Mizuki Hibara                                   |                                                         | [ 53 ]  |
| 2007    | Dragonaut - The Resonance               | Sieglinde Baumgard                              |                                                         | [ 54 ]  |
| 2007    | Shugo Chara!                            | Utau Hoshina                                    |                                                         | [ 55 ]  |
| 2007    | MapleStory                              | Krone                                           |                                                         | [ 56 ]  |
| 2007    | Minami-ke                               | Tōma Minami                                     |                                                         | [ 57 ]  |
| 2007    | Ayakashi                                | Eimu Yoake                                      |                                                         | [ 58 ]  |
| 2008    | Hakushaku to Yōsei                      | Lydia Carlton                                   |                                                         | [ 59 ]  |
| 2008    | Hell Girl: Three Vessels                | Tsugumi Shibata                                 | Tercera temporada                                       | [ 60 ]  |
| 2008    | Rosario + Vampire                       | Moka Akashiya                                   |                                                         | [ 61 ]  |
| 2008    | Minami-ke: Okawari                      | Tōma Minami                                     |                                                         | [ 62 ]  |
| 2008    | Allison & Lillia                        | Allison Whittington, Lillia Whittington-Schultz |                                                         | [ 63 ]  |
| 2008    | Itazura na Kiss                         | Kotoko Aihara                                   | Cognom de casada: Irie                                  | [ 64 ]  |
| 2008    | Junjo Romantica: Pure Romance           | Kaoruko Usami                                   | Primera temporada                                       | [ 65 ]  |
| 2008    | Kyōran Kazoku Nikki                     | Oasis                                           |                                                         | [ 66 ]  |
| 2008    | Rosario + Vampire Capu2                 | Moka Akashiya                                   |                                                         | [ 67 ]  |
| 2008    | Shugo Chara!! Doki                      | Utau Hoshina                                    |                                                         | [ 68 ]  |
| 2008    | Junjo Romantica: Pure Romance           | Kaoruko Usami                                   | Segona temporada                                        | [ 69 ]  |
| 2009    | White Album                             | Rina Ogata                                      |                                                         | [ 70 ]  |
| 2009    | Minami-ke: Okaeri                       | Tōma Minami                                     |                                                         | [ 71 ]  |
| 2009    | Rideback                                | Rin Ogata                                       |                                                         | [ 72 ]  |
| 2009    | Shinkyoku Sōkai Polyphonica Crimson S   | Yugiri Perserte                                 |                                                         | [ 73 ]  |
| 2009    | Fullmetal Alchemist: Brotherhood        | Lan Fan                                         |                                                         | [ 74 ]  |
| 2009    | Kämpfer                                 | Kanden Yamaneko                                 |                                                         | [ 75 ]  |
| 2009    | Tegami Bachi                            | Sylvette Suede                                  |                                                         | [ 76 ]  |
| 2009    | Shugo Chara! Party!                     | Utau Hoshina                                    |                                                         | [ 77 ]  |
| 2009    | Darker Than Black: Ryūsei no Gemini     | Misaki Kirihara                                 |                                                         | [ 78 ]  |
| 2009    | Aoi Bungaku Series                      | Akiko                                           | Episodis:"Al bosc, Sota les cireres en plena floració". | [ 79 ]  |
| 2010    | HeartCatch PreCure!                     | Tsubomi Hanasaki / Cure Blossom                 |                                                         | [ 80 ]  |
| 2010    | Black Butler II                         | Alois Trancy                                    |                                                         | [ 81 ]  |
| 2010    | Tegami Bachi: Reverse                   | Sylvette Suede                                  |                                                         | [ 82 ]  |
| 2011    | Hourou Musuko                           | Nitori Maho                                     |                                                         | [ 83 ]  |
| 2011    | Dog Days                                | Ricotta Elmar                                   |                                                         | [ 84 ]  |
| 2011    | Toriko                                  | Tina                                            |                                                         | [ 85 ]  |
| 2011    | Blood-C                                 | Saya Kisaragi                                   |                                                         | [ 86 ]  |
| 2012    | Senki Zesshō Symphogear                 | Tsubasa Kazanari                                |                                                         | [ 87 ]  |
| 2012    | Naruto SD: Rock Lee & His Ninja Pals    | Hinata Hyūga                                    |                                                         | [ 88 ]  |
| 2012    | Jinrui wa Suitaishimashita              | Pion                                            |                                                         | [ 89 ]  |
| 2012    | Dog Days'                               | Ricotta Elmar, Nanami Takatsuki                 |                                                         | [ 90 ]  |
| 2012    | Blast of Tempest                        | Evangeline Yamamoto                             |                                                         | [ 91 ]  |
| 2012    | Magi: The Labyrinth of Magic            | Ren Hakuei                                      |                                                         | [ 92 ]  |
| 2012    | Medaka Box Abnormal                     | Ajimu Najimi                                    |                                                         | [ 93 ]  |
| 2013    | Minami-ke Tadaima                       | Tōma Minami                                     |                                                         | [ 94 ]  |
| 2013    | Valvrave the Liberator                  | Kriemhild                                       | Dues temporades                                         | [ 95 ]  |
| 2013    | Senki Zesshō Symphogear G               | Tsubasa Kazanari                                |                                                         | [ 96 ]  |
| 2013    | Magi: The Kingdom of Magic              | Ren Hakuei                                      |                                                         | [ 97 ]  |
| 2014    | Nobunaga Concerto                       | Kichō                                           |                                                         | [ 98 ]  |
| 2014    | Cross Ange                              | Angelise Ikaruga Misurugi                       |                                                         | [ 99 ]  |
| 2015    | Dog Days'                               | Ricotta Elmar, Nanami Takatsuki                 |                                                         | [ 100 ] |
| 2015    | Magical Girl Lyrical Nanoha ViVid       | Fate Testarossa                                 |                                                         | [ 101 ] |
| 2015    | Gunslinger Stratos                      | Kumi Minakata                                   |                                                         | [ 102 ] |
| 2015    | Blood Blockade Battlefront              | Michella Watch                                  |                                                         | [ 103 ] |
| 2015–16 | Ushio and Tora                          | Hinowa Sekimori                                 | Dues temporades                                         | [ 104 ] |
| 2015    | Senki Zesshō Symphogear GX              | Tsubasa Kazanari                                |                                                         | [ 105 ] |
| 2015    | Junjou Romantica                        | Kaoruko Usami                                   | Tercera temporada                                       | [ 106 ] |
| 2015    | Nanatsu no Taizai                       | Margaret Lyonesse                               |                                                         | [ 107 ] |
| 2016    | Snow White with the Red Hair            | Torou                                           | Segona temporada                                        | [ 108 ] |
| 2015    | Nanatsu no Taizai: Seisen no Shirushi   | Margaret Lyonesse                               |                                                         |         |
| 2016    | Love Live! Sunshine!!                   | mare de Riko                                    |                                                         | -->     |
| 2016    | Kono Bijutsubu ni wa Mondai ga Aru!     | Yumeko Tachibana                                |                                                         | [ 110 ] |
| 2016    | WWW.Working!!                           | Kisaki Kondou, Hime Kondou                      | Reemplaçant a Risa Taneda                               | [ 111 ] |
| 2016    | Monster Hunter Stories: Ride On         | Simone                                          |                                                         | [ 112 ] |
| 2016    | Idol Memories                           | Shouko Shirayuki                                | Anime/live-action híbrid                                | [ 113 ] |
| 2016    | Love Live! Sunshine!!                   | mare de Sakurauchi Riko                         | Episodis 5, 8, 10                                       |         |
| 2017    | Boruto: Naruto Next Generations         | Hinata Uzumaki                                  |                                                         | [ 114 ] |
| 2017    | The Silver Guardian                     | Phoebe                                          |                                                         | [ 115 ] |
| 2017    | Warau Salesman NEW                      | Chikako Shimai                                  | Episodi 12                                              | [ 116 ] |
| 2017    | Senki Zesshō Symphogear AXZ             | Tsubasa Kazanari                                | Temporada 4                                             |         |
| 2017    | Hell Girl: Yoi no Togi                  | Tsugumi Shibata                                 | Temporada 4 episodi 4                                   | [ 36 ]  |
| 2017    | Blood Blockade Battlefront & Beyond     | Michella Watch                                  |                                                         |         |
| 2017    | Black Clover                            | Vanessa Enoteca                                 |                                                         | [ 117 ] |
| 2018    | Basilisk: Ouka Ninpouchou               | Narrator, Oboro Iga                             |                                                         | [ 118 ] |
| 2018    | Nanatsu no Taizai: Imashime no Fukkatsu | Margaret Lyonesse                               |                                                         |         |
| 2018    | Pop Team Epic                           | Popuko                                          | Episodi 11                                              | [ 120 ] |
| 2018    | Waka Okami wa Shōgakusei!               | Matsuki Akino                                   |                                                         | [ 121 ] |
| 2018    | Persona 5: The Animation                | Ann Takamaki                                    |                                                         | [ 122 ] |
| 2018    | Grand Blue                              | Kaya Mizuki                                     |                                                         | [ 123 ] |
| TBA     | Rage of Bahamut: Manaria Friends        | Hanna                                           |                                                         | [ 124 ] |

## Discografia

### Singles
| Nº | Llançament     | Llançament | Llançament                                                   | Album               |
| Nº | Data           | Any        | Single                                                       | Album               |
| -- | -------------- | ---------- | ------------------------------------------------------------ | ------------------- |
| 1  | 6 de desembre  | 2000       | "Omoi" (想い)                                                | supersonic girl     |
| 2  | 25 d'abril     | 2001       | "Heaven Knows"                                               | supersonic girl     |
| 3  | 29 d'agost     | 2001       | "The place of happiness"                                     | supersonic girl     |
| 4  | 1 de maig      | 2002       | "LOVE&HISTORY"                                               | MAGIC ATTRACTION    |
| 5  | 1 de maig      | 2002       | "POWER GATE"                                                 | MAGIC ATTRACTION    |
| 6  | 25 de setembre | 2002       | "suddenly ~meguriaete~" (suddenly～巡り合えて～)             | MAGIC ATTRACTION    |
| 7  | 23 d'abril     | 2003       | "New Sensation"                                              | DREAM SKiPPER       |
| 8  | 16 de juliol   | 2003       | "still in the groove"                                        | DREAM SKiPPER       |
| 9  | 7 d'abril      | 2004       | "-Panorama-" (パノラマ-Panorama-)                            | ALIVE&KICKING       |
| 10 | 6 d'octubre    | 2004       | "innocent starter"                                           | ALIVE&KICKING       |
| 11 | 18 de maig     | 2005       | "WILD EYES"                                                  | HYBRID UNIVERSE     |
| 12 | 19 d'octubre   | 2005       | "ETERNAL BLAZE"                                              | HYBRID UNIVERSE     |
| 13 | 18 de gener    | 2006       | "SUPER GENERATION"                                           | HYBRID UNIVERSE     |
| 14 | 15 de novembre | 2006       | "Justice to Believe/Aoi Iro" (Justice to Believe/アオイイロ) | GREAT ACTIVITY      |
| 15 | 18 d'abril     | 2007       | "SECRET AMBITION"                                            | GREAT ACTIVITY      |
| 16 | 22 d'agost     | 2007       | "MASSIVE WONDERS"                                            | GREAT ACTIVITY      |
| 17 | 6 de febrer    | 2008       | "Starcamp EP"                                                | ULTIMATE DIAMOND    |
| 18 | 1 d'octubre    | 2008       | "Trickster"                                                  | ULTIMATE DIAMOND    |
| 19 | 21 de gener    | 2009       | "Shin Ai"                                                    | ULTIMATE DIAMOND    |
| 20 | 28 d'octubre   | 2009       | "Mugen" (夢幻)                                               | IMPACT EXCITER      |
| 21 | 13 de gener    | 2010       | "PHANTOM MINDS"                                              | IMPACT EXCITER      |
| 22 | 10 de febrer   | 2010       | "Silent Bible"                                               | IMPACT EXCITER      |
| 23 | 13 d'abril     | 2011       | "SCARLET KNIGHT"                                             | THE MUSEUM II       |
| 24 | 13 d'abril     | 2011       | "POP MASTER"                                                 | THE MUSEUM II       |
| 25 | 3 d'agost      | 2011       | "Junketsu Paradox" (純潔パラドックス)                        | THE MUSEUM II       |
| 26 | 11 de gener    | 2012       | "Synchrogazer"                                               | ROCKBOUND NEIGHBORS |
| 27 | 6 de juny      | 2012       | "TIME SPACE EP"                                              | ROCKBOUND NEIGHBORS |
| 28 | 1 d'agost      | 2012       | "BRIGHT STREAM"                                              | ROCKBOUND NEIGHBORS |
| 29 | 31 de juliol   | 2013       | "Vitalization"                                               | SUPERNAL LIBERTY    |
| 30 | 15 d'octubre   | 2014       | "Kindan no Resistance"                                       | SMASHING ANTHEMS    |
| 31 | 14 de gener    | 2015       | "EDEN"                                                       | SMASHING ANTHEMS    |
| 32 | 22 d'abril     | 2015       | "Angel Blossom"                                              | SMASHING ANTHEMS    |
| 33 | 22 de juliol   | 2015       | "Exterminate"                                                | SMASHING ANTHEMS    |
| 34 | 13 de juliol   | 2016       | "Starting Now!"                                              | NEOGENE CREATION    |
| 35 | 19 de juliol   | 2017       | "Destiny's Prelude"                                          | THE MUSEUM III      |
| 36 | 19 de juliol   | 2017       | "TESTAMENT"                                                  | THE MUSEUM III      |